# Csempeszkopács

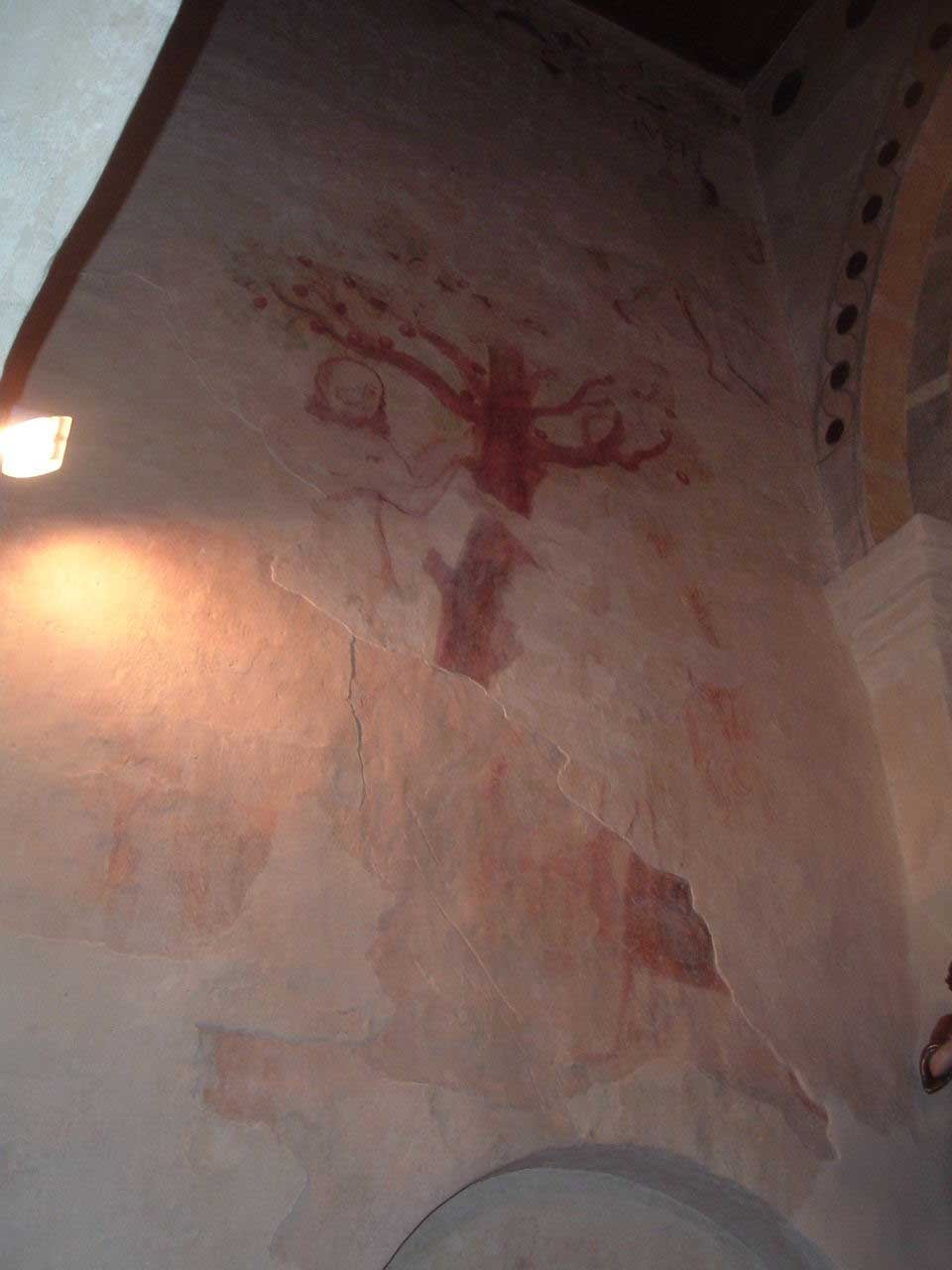
A templom belső freskója

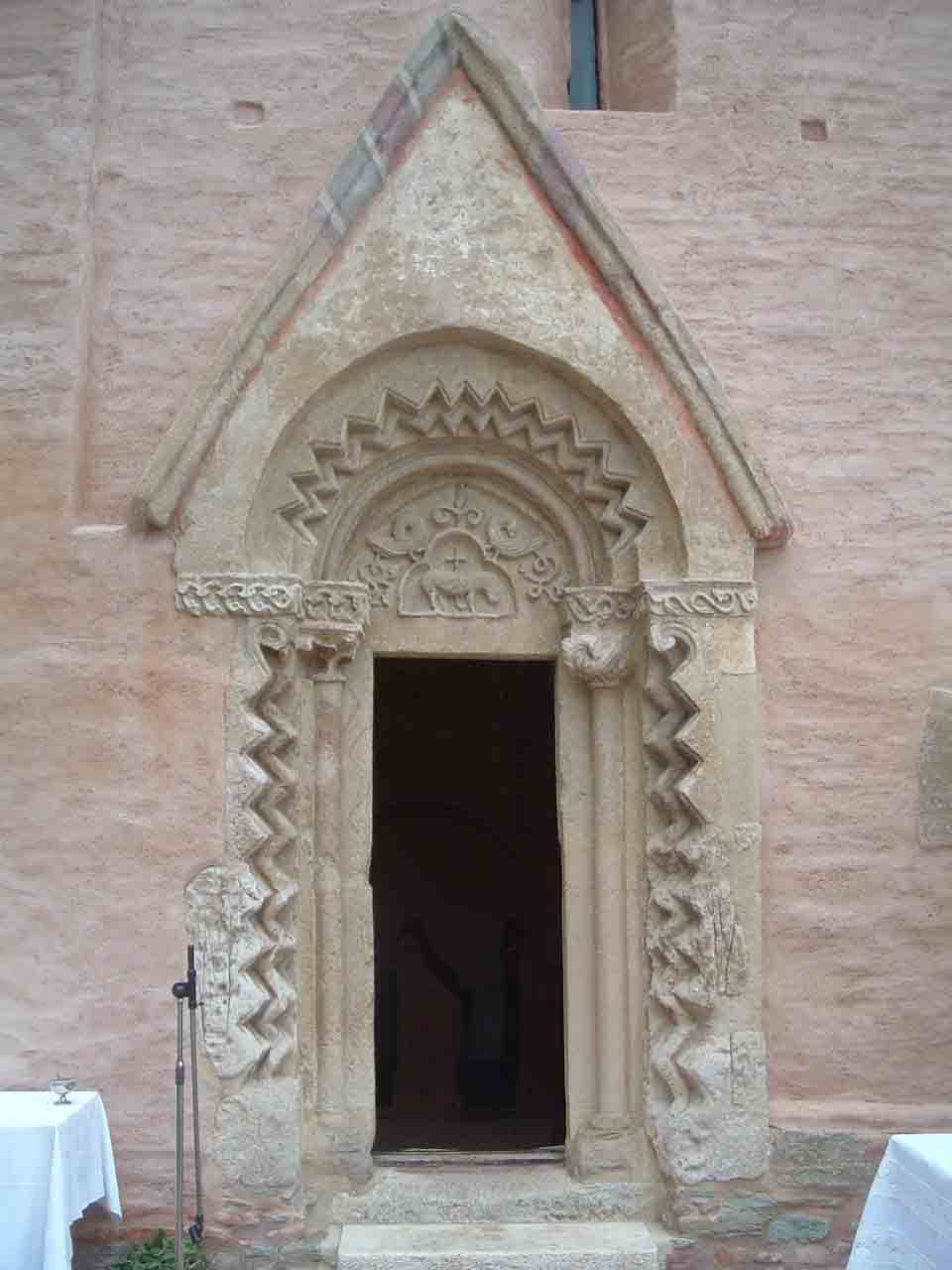
A csempeszkopácsi római katolikus templom kapuja

Csempeszkopács község Vas vármegyében, a Szombathelyi járásban. Csempeszháza és Kopács községek egyesítéséből keletkezett.

## Fekvése
Szombathelytől 16 kilométerre délkeletre fekszik, a 87-es főút két oldalán.
A szomszédos települések: észak felől Pecöl, kelet felől Meggyeskovácsi, délkelet felől Rum, dél felől Rábatöttös, délnyugat felől Nemeskolta, északnyugat felől pedig Vasszécseny.

### Megközelítése
Legfontosabb közúti megközelítési útvonala a 87-es főút, ezen érhető el a megyeszékhely Szombathely irányából, illetve az ország távolabbi részei felől is, a 8-as főútről Kámnál leágazva. Keleti és nyugati szomszédaival a 8442-es út köti össze.
Vasútvonal már évtizedek óta nem érinti, 1974-ig azonban áthaladt rajta a Szombathely–Rum-vasútvonal. A vasúti nyomvonalon ma kerékpárút húzódik, Csempeszkopács megállóhely egykori felvételi épületében pedig 2014-ben kiállítóhelyet hoztak létre.
Érdekesség, hogy a települést érintette volna az 1847-ben tervezett Sopron-Kőszeg-Szombathely-Rum-Zalaszentgrót-Nagykanizsa vasútvonal. A vasútállomás a falu délnyugati, kopácsi határánál lett volna.

## Története
A község területén már a római korban éltek emberek. Ezt bizonyítja a templom feltárásakor a padozat alól előkerült sírkőtöredék, illetve a templomba beépített nagyméretű római kori téglák.
Csempeszt és Kopácsot is 1273-ben említik először. Kopács első említése IV. László király oklevelében történik, melyben a király Kopácsi Pousának és rokonainak ajándékozza horrowi ingatlanát. Az itt említett Horrow azonos a Kopács és Szécseny között a középkorban létezett Hóró faluval, mely a 15. század végén pusztult el. Csempesz ugyancsak IV. László oklevelében szerepel először, melyben a köcski és vasvári várvédő katonáknak birtokokat adományoz. Településként Kopácsot 1323-ban Kopach, Csempeszt 1329-ben Chempezfolua alakban említik először. Kopács későbbi névváltozatai 1329-ben Kwpach, 1481-ben Kopach, illetve Kopacz. Csempeszházát 1465-ben Chempezhaza, 1481-ben Chempezfolua, illetve Chempezfalwa alakban említik. Mindkét falu köznemeseké volt. A kopácsi Szent Mihály-templom a 13. század közepén épült.
A 16. századtól átmenetileg a protestánsoké volt. Ebben az időben Kopács a Bothka család birtoka, míg Csempesz a Csempeszházi család tulajdonában volt. Utóbbiak a 16. század végén kétszintes kastély építtettek a faluban, melyet a 17. században a Béri Balogh család szerzett meg. Béri Balogh Ádám a század végén barokk stílusban átépíttette a kastélyt. 1658-ban a templomot visszakapták a katolikusok.
Vályi András szerint „CSEMPESZ. Elegyes magyar falu Vas Vármegyében, birtokosai Rosti, és más Urak, lakosai katolikusok, fekszik a’ Sárvári járásban, Runthoz nem meszsze, ’s ennek filiája, határja termékeny, ’s középszerű vagyonnyaihoz képest, második Osztálybéli.”
Fényes Elek szerint „Csempesz, magyar falu, Vas vmegyében, róna termékeny vidéken, ut. p. Szombathely. Lakja 80 kath. Kopács, magyar falu, Vas vmegyében, ut. p. Szombathely: 140 kath., 40 evang. lak.”
Vas vármegye monográfiájában „Csempesz-Kopács kis, magyar falu 38 házzal és 284 r. kath. és ág. ev. lakossal. A szombathely-rumi vasút egyik állomása. Postája Rum, távirója Szombathely. Birtokos gróf Cziráky János.”
Csempeszháza és Kopács a 19. század közepén egyesült.
A 19. század végén a település életében jelentős fejlődést eredményezett a Szombathely–Rum-vasútvonal megnyitása, majd az elemi iskola felépülése. 1910-ben Csempeszkopácsnak 313 magyar lakosa volt.
2014. március 31-én felavatták a volt 9. sz. felújított vasúti őrházat és az ott nyílt emlékkiállítást. A volt vasút nyomvonalán ma kerékpárút található, a kerékpárút és őrház között pedig egy emléktáblát avattak.

### Nevének eredete
Csempesz nevének előzménye a régi magyar Chempez személynév amely a régi csempes (= csalárd) szóból származik. Kopács neve is személynévi eredetű, ennek előzménye a kopács (gesztenye, vagy harkály) főnév.

## Közélete

### Polgármesterei
- 1990–1994: Krenner Róbert Károly (független)[9]
- 1994–1998: Krenner Róbert Károly (független)[10]
- 1998–2002: Krenner Róbert Károly (független)[11]
- 2002–2006: Krenner Róbert (független)[12]
- 2006–2010: Krenner Róbert (független)[13]
- 2010–2014: Krenner Róbert Károly (független)[14]
- 2014–2019: Krenner Róbert Károly (független)[15]
- 2019–2024: Krenner Róbert (független)[16]
- 2024– : Krenner Róbert(wd) (független)[1]

## Népesség
A település népességének változása:
| Lakosok száma | 285  | 280  | 283  | 293  | 323  | 322  | 321  |
|               | 2013 | 2014 | 2015 | 2021 | 2022 | 2023 | 2024 |

A 2011-es népszámlálás során a lakosok 92,8%-a magyarnak, 1% németnek, 0,3% ukránnak mondta magát (7,2% nem nyilatkozott; a kettős identitások miatt a végösszeg nagyobb lehet 100%-nál). A vallási megoszlás a következő volt: római katolikus 72,1%, református 2,6%, evangélikus 5,9%, felekezet nélküli 3,6% (15,7% nem nyilatkozott).
2022-ben a lakosság 92,3%-a vallotta magát magyarnak, 1,2% németnek, 1,2% cigánynak, 0,6% szlováknak, 0,3% görögnek, 0,3% románnak, 0,3% szerbnek, 3,1% egyéb, nem hazai nemzetiségűnek (7,4% nem nyilatkozott; a kettős identitások miatt a végösszeg nagyobb lehet 100%-nál). Vallásuk szerint 43,7% volt római katolikus, 8,4% evangélikus, 1,9% református, 1,2% egyéb keresztény, 0,3% egyéb katolikus, 4,6% felekezeten kívüli (39,9% nem válaszolt).

## Nevezetességei
- Szent Mihály-templom: Kopács Mihály arkangyal tiszteletére szentelt 13. századi román stílusú temploma országos hírű műemlék, mesterséges dombon épült. A templomban ma is láthatók a feltáráskor előkerült középkori freskótöredékek. Berendezése a 18. században készült, egyik festményét Dorfmeister István festette.
- Csempeszen áll a késő reneszánsz Balogh-kiskastély, amelynek egykor Béri Balogh Ádám kurucvezér is tulajdonosa volt. A kastély a 16. század végén épült késő reneszánsz stílusban, a 17. század második felében barokk stílusban építették át. Itt kapott helyet 1976-ban a Helytörténeti Múzeum gyűjteménye is. A múzeumot 2007-től a településért sokat tett pedagógus emlékére Pungor Zoltán Múzeumnak hívják.[19] Több helytörténeti témájú kiállításán kívül szintén állandó kiállítás keretein belül lehet megtekinteni Károlyi Antal Ybl-díjas építész emlékszobáját, továbbá Ferencz Károly geológus ásvány- és kőzetgyűjteményét, Afrika-emlékeit és preparátumait.[20][21]

## Képgaléria

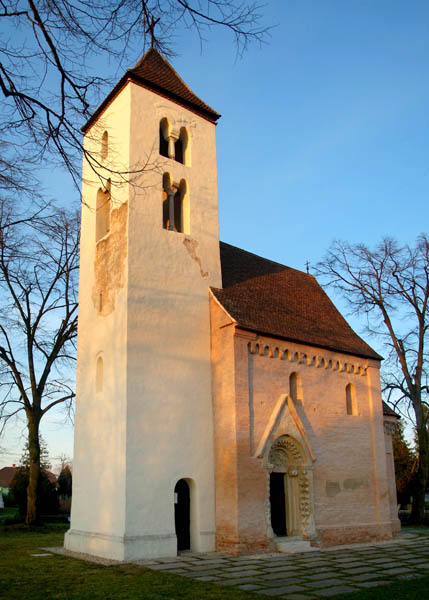
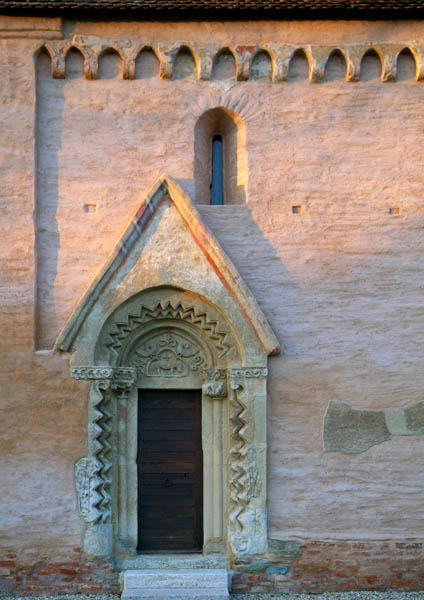
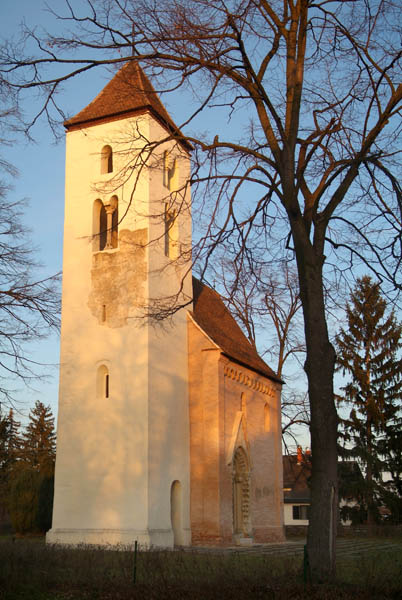
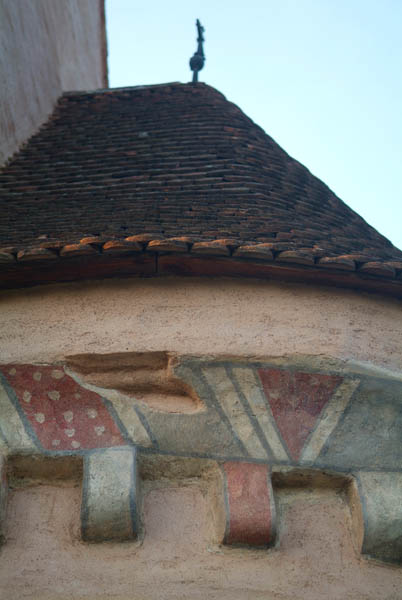
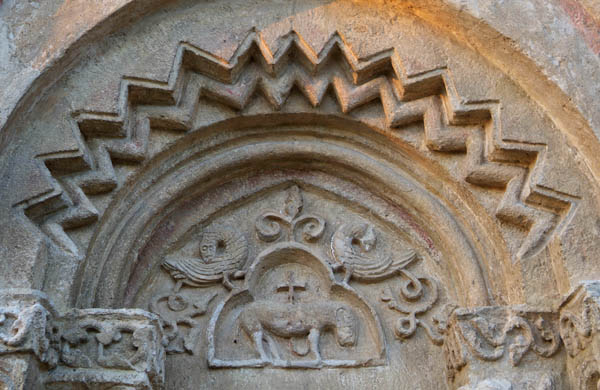
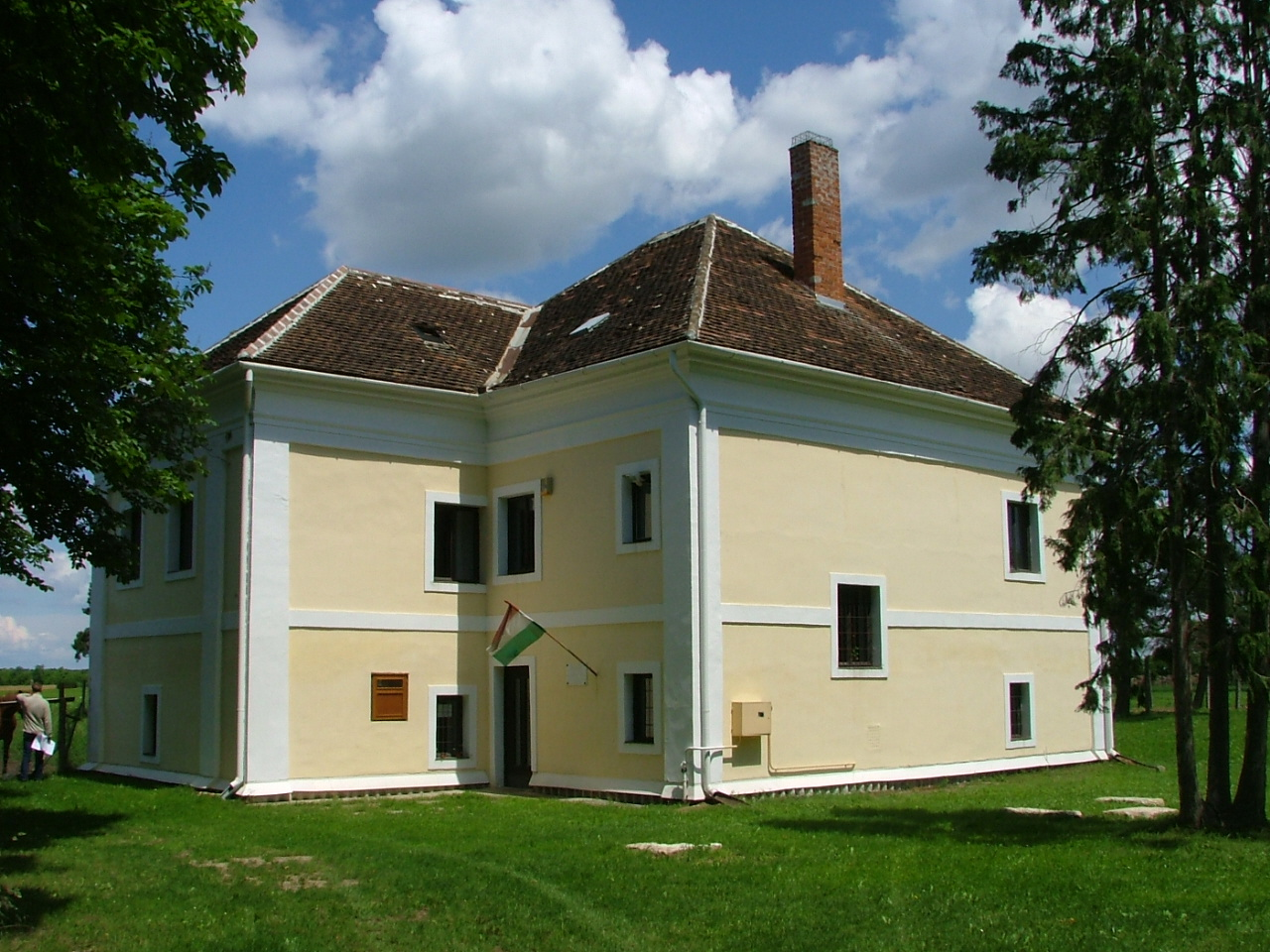
Sarlay-Balogh-kiskastély
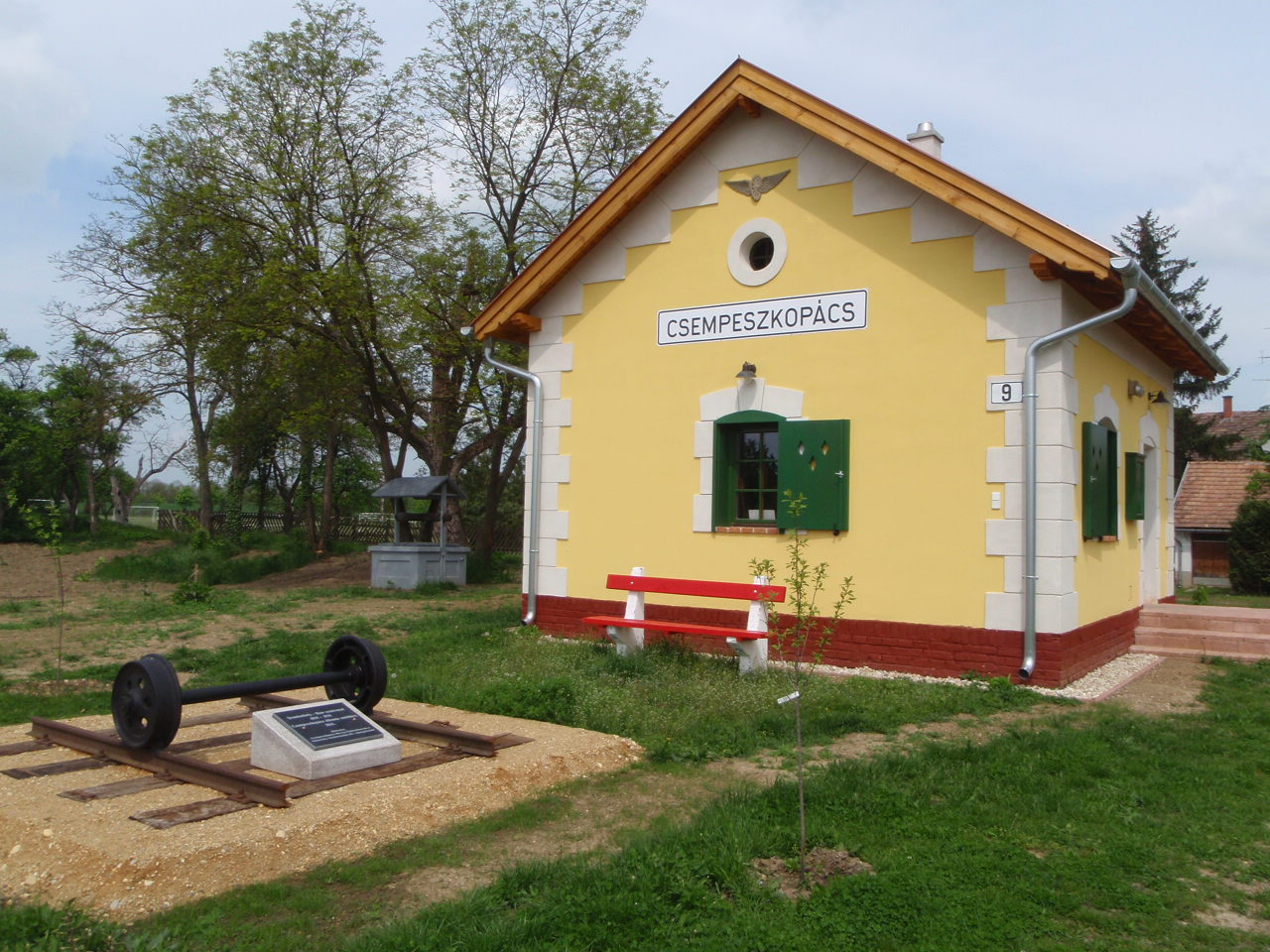
A felújított vasúti megálló és emlékhely
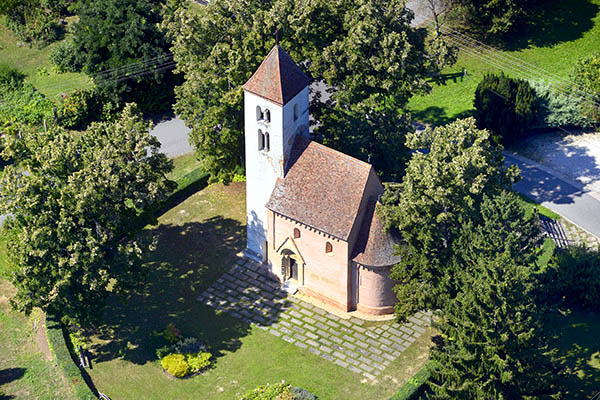
Szent Mihály templom

## Híres emberek
- Itt született 1906. július 17-én Károlyi Antal Ybl-díjas építész.